# Brooklyn (Coffee County, Alabama)
Brooklyn ist ein gemeindefreies Gebiet im Coffee County im Bundesstaat Alabama in den Vereinigten Staaten.

## Geographie
Brooklyn liegt im Süden Alabamas im Süden der Vereinigten Staaten und knapp 35 Kilometer nördlich der Grenze zu Florida. Es liegt etwa 13 Kilometer nördlich des Geneva State Forest und 23 Kilometer nordöstlich des Conecuh National Forest.
Nahegelegene Orte sind unter anderem Opp (4 km südwestlich), Kinston (8 km südlich), Elba (9 km nordöstlich), Babbie (12 km westlich) und Sanford (20 km westlich). Die nächste größere Stadt ist mit 205.000 Einwohnern die etwa 110 Kilometer nördlich entfernt gelegene Hauptstadt Alabamas, Montgomery.

## Geschichte
Der Name wurde in Anlehnung an den New Yorker Stadtteil Brooklyn gewählt.

## Verkehr
Brooklyn liegt etwa 3 Kilometer westlich der Alabama State Route 189 sowie 5 Kilometer östlich des U.S. Highway 84.
Etwa 4 Kilometer südöstlich befindet sich der Flughafen Skelly Field, 13 Kilometer nordöstlich außerdem der Carl Folsom Airport und 20 Kilometer westlich der South Alabama Regional Airport.